# Chalivoy-Milon
Chalivoy-Milon é uma comuna francesa na região administrativa do Centro, no departamento Cher. Estende-se por uma área de 19,24 km². Em 2010 a comuna tinha 432 habitantes (densidade: 22,5 hab./km²).